# Enargia punctirena
Enargia punctirena är en fjärilsart som beskrevs av Smith 1900. Enargia punctirena ingår i släktet Enargia och familjen nattflyn. Inga underarter finns listade i Catalogue of Life.